# Henry Fourdrinier

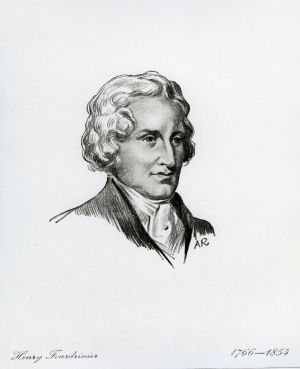
Henry Fourdrinier

Henry Fourdrinier (11 febbraio 1766 – 3 settembre 1854) è stato un imprenditore britannico della fabbricazione della carta.

## Biografia
Era nato nel 1766, figlio di un produttore di carta e cartolaio, e nipote dell'incisore Paul Fourdrinier, 1698-1758, a volte erroneamente chiamato Pierre Fourdrinier. Con suo fratello, Sealy, commissionò lo sviluppo della macchina Fourdrinier, una macchina per la fabbricazione della carta che produceva rotoli continui. La macchina era una versione industrializzata dello storico metodo di fabbricazione della carta a mano, che non poteva soddisfare le esigenze dello sviluppo della società moderna per le grandi quantità di materiali per la stampa e la scrittura richieste dal mercato.
Il 24 luglio 1806 gli fu concesso un brevetto per una macchina in grado di realizzare una lunga striscia continua di carta. Ciò aveva il duplice vantaggio di una produttività notevolmente superiore rispetto alla produzione in rotoli, per applicazioni come la stampa di carta da parati. Anche la gamma di formati di carta tagliata venne ampliata in quanto non era limitata dal formato del telaio o della carta tagliata a mano.

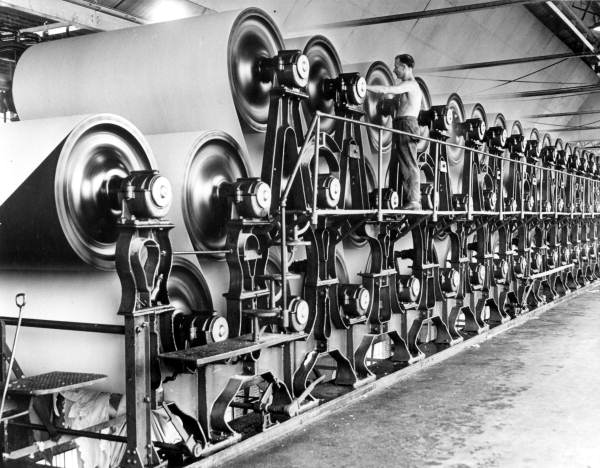
Grande macchina per la fabbricazione della carta in stile Fourdrinier. Una fila di tamburi riscaldati asciugano la carta, che entra nella macchina come pasta umida. I rotoli grandi vengono solitamente tagliati in una serie di rotoli più piccoli, che possono alimentare presse continue (ad esempio per la stampa dei giornali) o essere tagliati in fogli separati.

La realizzazione del macchinario costò 60.000 sterline e causò la bancarotta dei due fratelli Fourdrinier. A causa di varie leggi, era difficile proteggere il brevetto sulla macchina e il nuovo sistema di produzione in continuo della carta fu ampiamente adottato, ma senza alcun vantaggio per gli inventori.
Nel 1814, due macchine furono prodotte a Peterhof, in Russia, per ordine dello zar russo a condizione che 700 sterline fossero pagate a Fourdrinier ogni anno per dieci anni ma, nonostante la petizione allo zar Nicola, non fu mai pagata alcuna somma. Nel 1839 fu presentata una petizione al parlamento e nel 1840 furono pagate 7000 sterline a Fourdrinier e alla sua famiglia. 
Fourdrinier morì nel 1854, all'età di 88 anni.
Sua sorella, Jemima, era la madre del teologo John Henry Newman. 